# Skandinavisk Misantropi
Skandinavisk Misantropi är det första fullängdsalbumet av det norska black metal-bandet Skitliv. Albumet utgavs 2009 av skivbolaget Season of Mist.

## Låtförteckning
1. "Luciferon" (intro) – 5:21
2. "Slow Pain Coming" – 7:43
3. "Hollow Devotion" – 8:39
4. "Skandinavisk misantropi" – 6:31
5. "Towards the Shores of Loss (Vulture Face Kain)" – 10:28
6. "A Valley Below" – 9:26
7. Densetsu" – 7:55
8. ScumDrug" – 13:12

- Text: Maniac
- Musik: Maniac (spår 1–4, 6–8), Kvarforth (spår 2, 5), Ingvar (spår 4, 7)

## Medverkande
Musiker (Skitliv-medlemmar)
- Maniac (Sven Erik Kristiansen) – sång, gitarr
- Kvarforth (Niklas Kvarforth) – gitarr, sång
- Ingvar (Ingvar Magnusson) – gitarr
- Dag Otto (Dag Otto Basgård) – trummor
- Tore Moren – basgitarr

Bidragande musiker
- Gaahl (Kristian Eivind Espedal) – sång (spår 3)
- David Tibet (David Michael Bunting) – sång (spår 5)
- Truls Haugen – trummor (spår 7)
- Attila Csihar – sång (spår 8)
- Honey Lucius (Ole Teigen) – piano (spår 8)

Produktion
- Maniac – producent, mastering, omslagsdesign, omslagskonst, foto
- Tore Moren – producent, ljudtekniker, ljudmix
- Grim – ljudtekniker
- Rune Torgersen – ljudtekniker, ljudmix
- Andrew Liles – mastering
- Tone Emblemsvåg – omslagsdesign, omslagskonst
- Sebastian Ludvigsen – foto